# Hampstead (Canada)
Hampstead è una città del Canada nel sud-ovest del Québec, sull'Isola di Montréal.

## Storia
Il Comune di Hampstead, fondato nel 1914, è stato concepito per essere una "città-giardino". Non ci sono negozi al dettaglio all'interno dei confini comunali e le case hanno un ampio spazio per alberi ed arbusti. Le strade della città sono state progettate con molte curve in modo da rallentare il traffico e per creare un paesaggio interessante. Nonostante la sua topografia piuttosto piatta (gran parte del territorio era una volta un campo da golf), la città prende il nome da un'altra "città giardino", il borgo collinare londinese di Hampstead Village. Come il suo omonimo, Hampstead è dimora di molti cittadini benestanti. È in concorrenza con alcuni comuni canadesi per il primo posto nella classifica dei redditi pro-capite più alti.

### Fusione e scissione
Il 1º gennaio 2002 si è riunito con Côte-Saint-Luc e con Montreal West. Il 1º gennaio 2006 fu ristabilito come comune autonomo.

## Sport
Ad Hampstead Park vi sono varie strutture sportive: una piscina pubblica, 2 campi da pallacanestro, 3 campi da baseball, 10 campi da tennis, campi da calcetto, un campo da beach volley e un parco giochi per bambini. In inverno ci sono 2 piste da pattinaggio.